# Torta di tagliatelle
La torta di tagliatelle o torta ricciolina è un dolce tipico della cucina emiliana, romagnola e mantovana. È anche diffusa in Lombardia.

## Storia
In tempi lontani la torta veniva preparata il giorno di santa Lucia (13 dicembre) per essere quindi consumata durante le feste di Natale. Oggi è uno dei dolci più apprezzati della tradizione locale.

## Descrizione
Ha forma rotonda, di colore giallo-bruno a crosta secca. La preparazione avviene in due tempi: prima la preparazione della sfoglia che arricchirà a strati la torta a tagliatelle sottilissime e quindi l'impasto di mandorle, zucchero, burro, cedro e arancia canditi e liquore sassolino (se desiderato) che verrà inserito nella sfoglia stessa. Prima della cottura in forno, il dolce è spolverato con zucchero vanigliato e burro fuso. Infine viene aggiunto dello zucchero a velo. Esiste inoltre una variante del dolce senza la base di pasta frolla.

## Riconoscimenti
La torta di tagliatelle è depositata presso la Camera di Commercio di Bologna, ed è un prodotto agroalimentare tradizionale dell'Emilia-Romagna. Tipica di San Benedetto Po (MN), ha ottenuto la Denominazione comunale d'origine.